# Максимихин, Владимир Витальевич
Максимихин Владимир Витальевич (9 июня 1932, Ленинград, СССР) — российский советский живописец, график и педагог, член Санкт-Петербургского Союза художников (до 1992 года — Ленинградской организации Союза художников РСФСР).

## Биография
Максимихин Владимир Витальевич родился 9 июня 1932 года в Ленинграде. В 1957—1959 учился в Высшем художественно-промышленном училище имени В. И. Мухиной. В 1961 поступил на отделение живописи Ленинградского института живописи, скульптуры и архитектуры имени И. Е. Репина, который окончил в 1967 году по мастерской И. А. Серебряного с присвоением квалификации художника живописи. Дипломная работа — картина «Ноябрьская ночь».
С 1966 года участвовал в выставках, экспонируя свои работы вместе с произведениями ведущих мастеров изобразительного искусства Ленинграда. Работает в технике масляной живописи, темперы и акварели. Пишет пейзажи, преимущественно ленинградские, портреты, жанровые и историко-революционные композиции, натюрморты. В 1972 был принят в члены Ленинградского Союза художников. С 1967 года преподавал на кафедре общей живописи ленинградского Высшего художественно-промышленного училища имени В. И. Мухиной.

## Произведения
Среди произведений, созданных В. Максимихиным, картины:
- 1966: «Завод „Красный треугольник“»[3]
- 1968: «У причала»[4], «Ржевка»[3]
- 1969: «Тула»[5]
- 1970: «Флоксы»[6], «Чайный сервиз»[7]
- 1971: «Фрукты на круглом столе»[6], «Натюрморт с самоваром»[8]
- 1972: «Нева рабочая»[9], «Портрет матери»[10], «В саду», «Улица В. Алексеева в старой Туле»[11]
- 1973: «Автопортрет»[3], «В саду»[12]
- 1975: «Портрет художника И. В. Каляскина»[13]
- 1977: «Двойной портрет. Туляки» (1976), «Тула. Золотые шары»[12], «Нева. Новые суда»[14]
- 1978: «Натюрморт в саду», «Тульский Кремль»[15]
- 1979: «Осень», «Исаакиевская площадь»[16]
- 1984: «Мост Лейтенанта Шмидта»
- 1988: «Балтийский завод»[17]
- 1996: «Розовое утро Санкт-Петербурга. Шхуна „Святой Пётр“»[18]
- 2000: «На Неве»
- 2002: «Лебяжья канавка»[19]
- 2006: «Бело-розовые гладиолусы»[20]

и другие.
Произведения Владимира Витальевича находятся в музеях и частных собраниях в России, Великобритании, Японии, Норвегии, Франции, Германии и других странах.

## Выставки
- 1968 год (Ленинград): Осенняя выставка произведений ленинградских художников.
- 1969 год (Ленинград): Весенняя выставка произведений ленинградских художников.
- 1971 год (Ленинград): Наш современник. Каталог выставки произведений ленинградских художников 1971 года.
- 1972 год (Ленинград): По Родной стране. Выставка произведений ленинградских художников.
- 1973 год (Ленинград): Натюрморт. Выставка произведений ленинградских художников.
- 1974 год (Ленинград): Весенняя выставка произведений ленинградских художников.
- 1976 год (Ленинград): Портрет современника. Пятая выставка произведений ленинградских художников.
- 1977 год (Ленинград): Выставка произведений ленинградских художников, посвященная 60-летию Великого Октября.
- 1978 год (Ленинград): Осенняя выставка произведений ленинградских художников.
- 1980 год (Ленинград): Выставка произведений семи ленинградских художников, с участием Елены Гороховой, Петра Литвинского, Владимира Максимихина, Ростислава Пинкавы, Тамары Полосатовой, Юрия Шаблыкина, Александра Столбова.
- 1980 год (Ленинград): Зональная выставка произведений ленинградских художников.
- 1997 год (Петербург): Связь времен. 1932—1997. Художники — члены Санкт-Петербургского Союза художников России.